# Pey
Pey – miejscowość i gmina we Francji, w regionie Nowa Akwitania, w departamencie Landy.
Według danych na rok 1990 gminę zamieszkiwały 564 osoby, a gęstość zaludnienia wynosiła 41 osób/km² (wśród 2290 gmin Akwitanii Pey plasuje się na 667. miejscu pod względem liczby ludności, natomiast pod względem powierzchni na miejscu 831.).